# Saryarkite-(Y)
La saryarkite-(Y) è un minerale.